# Allosturmia turicai
Allosturmia turicai är en tvåvingeart som beskrevs av Blanchard 1958. Allosturmia turicai ingår i släktet Allosturmia och familjen parasitflugor. Inga underarter finns listade i Catalogue of Life.